# Discografia de Weki Meki
A discografia de Weki Meki, um grupo feminino sul-coreano, consiste em dois extended plays e dois singles. Sua estreia ocorreu em agosto de 2017 com o lançamento do EP WEME.

## Extended plays
| Título        | Detalhes | Melhores posições nas paradas | Melhores posições nas paradas | Melhores posições nas paradas | Vendas                      |
| Título        | Detalhes | KOR                           | TW                            | JPN                           | Vendas                      |
| ------------- | --- | ----------------------------- | ----------------------------- | ----------------------------- | --------------------------- |
| WEME          | - Lançamento: 8 de agosto de 2017 - Gravadoras: Fantagio Music, Interpark - Formatos: CD, download digital          | 7                             | 10                            | —                             | - KOR: 49,476+ - JPN: 704   |
| Lucky         | - Lançamento: 21 de fevereiro de 2018 - Gravadoras: Fantagio Music, Interpark - Formatos: CD, download digital, SMC | 2                             | 7                             | 36                            | - KOR: 34,395+ - JPN: 2,225 |
| Hide and Seek | - Lançamento: 18 de junho de 2020 - Gravadoras: Fantagio Music - Formatos: CD, download digital                     | 13                            | —                             | —                             | KOR: 16,848                 |
| New Rules     | - Lançamento: 8 de outubro de 2020 - Gravadoras: Fantagio Music - Formatos: CD, download digital                    | 13                            | —                             | —                             | KOR: 12,207                 |

## Single Albums
| Titulo       | Detalhes                                                                                          | Melhores posições nas paradas | Melhores posições nas paradas | Vendas      |
| Titulo       | Detalhes                                                                                          | KOR                           | JPN                           | Vendas      |
| ------------ | ------------------------------------------------------------------------------------------------- | ----------------------------- | ----------------------------- | ----------- |
| Kiss, Kicks  | - Lançamento: 11 de outubro de 2018 - Gravadoras: Fantagio Music - Formatos: CD, download digital | 5                             | —                             | KOR: 22,281 |
| Lock End LOL | - Lançamento: 14 de maio de 2019 - Gravadoras: Fantagio Music - Formatos: CD, download digital    | 6                             | 91                            | KOR: 20,051 |

## Reedição
| Titulo       | Detalhes                                                                                        | Melhores posições nas paradas | Melhores posições nas paradas | Vendas     |
|              |                                                                                                 | KOR                           | JPN                           |            |
| ------------ | ----------------------------------------------------------------------------------------------- | ----------------------------- | ----------------------------- | ---------- |
| Week End LOL | - Lançamento: 8 de agosto de 2019 - Gravadoras: Fantagio Music - Formatos: CD, download digital | 7                             | —                             | KOR: 9,149 |

## Singles
| Título                                  | Ano  | Melhores posições nas paradas | Vendas         | Álbum         |
| Título                                  | Ano  | KOR                           | Vendas         | Álbum         |
| --------------------------------------- | ---- | ----------------------------- | -------------- | ------------- |
| "I Don't Like Your Girlfriend"          | 2017 | 95                            | - KOR: 21,447+ | WEME          |
| "La La La"                              | 2018 | —                             | —              | Lucky         |
| "Crush"                                 | 2018 | —                             | —              | Kiss, Kicks   |
| "All I Want" with Astro and Hello Venus | 2018 | —                             | —              | FM201.8       |
| "Picky Picky"                           | 2019 | —                             | —              | Lock End LOL  |
| "Tiki Taka (99%)"                       | 2019 | —                             | —              | Week End LOL  |
| "Dazzle Dazzle"                         | 2020 | —                             | —              | Hide and Seek |
| "Oopsy"                                 | 2020 | —                             | —              | Hide and Seek |
| "Cool"                                  | 2020 | —                             | —              | New Rules     |